# Pelias (Sohn des Poseidon)

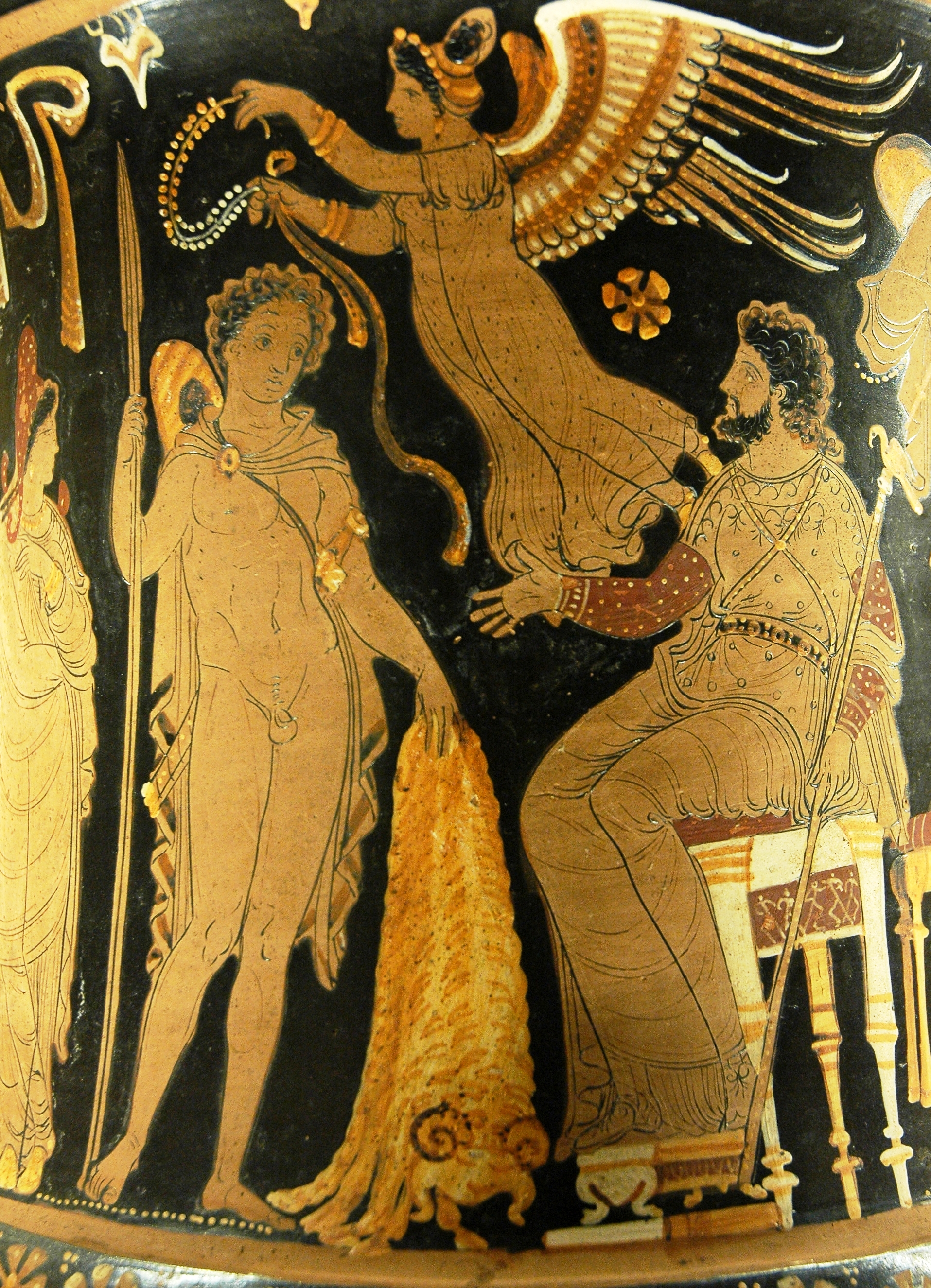
Jason bringt Pelias das Goldene Vlies

Pelias (altgriechisch Πελίας Pelías) ist in der griechischen Mythologie der Sohn des Poseidon und der Tyro. Er war mit Anaxibia verheiratet und zeugte mit ihr fünf Kinder: den Sohn Akastos und die Töchter Peisidike, Pelopeia, Hippothoe und Alkestis; oder Alkestis, Amphinome, Euadne; oder Asteropeia, Antinoe.

## Mythos
Pelias’ Mutter Tyro war zwar mit König Kretheus von Iolkos vermählt, mit dem sie die gemeinsamen Söhne Aison, Pheres und Amythaon hatte. Sie liebte jedoch den Okeaniden Enipeus, einen Flussgott. Daraufhin versuchte sie ihn zu verführen, aber Enipeus widerstand ihren Annäherungsversuchen. Eines Tages näherte sich ihr Poseidon, der seinerseits in Leidenschaft für Tyro entflammt war, in Gestalt des Enipeus und vollzog mit der getäuschten Tyro das, wozu Enipeus aus Anstand heraus nicht in der Lage war. Aus dieser Verbindung stammten die Zwillinge Neleus und Pelias.
Beide wurden von der Mutter aus Furcht vor der Eifersucht ihres Gemahls ausgesetzt, aber von einem Pferdehirten aufgefunden und (nach anderer Version) von einer Dienstmagd erzogen. Als die Brüder erwachsen wurden, fanden sie zur Mutter zurück. Pelias tötete jedoch die Stiefmutter Tyros, Sidero, weil sie Tyro fortgesetzt schlecht und grausam behandelt hatte. Da er sie selbst im Tempel der Hera, in den sie sich geflüchtet hatte, auf dem Altar ermordete, zog sich Pelias den unauslöschlichen Zorn der Göttermutter zu.
Der machthungrige Pelias strebte jedoch die Herrschaft über ganz Thessalien an und schickte Neleus und Pheres in die Verbannung, während er Aison in die Höhlen von Iolkos lockte. Jason, Aisons Sohn, sandte er aus, das Goldene Vlies aus Kolchis zu stehlen, in der Hoffnung, sich Jasons so zu entledigen.
Jason gelingt es, mit Hilfe seines Schiffes, der Argo, seiner Gefährten, der Argonauten, und seiner Geliebten, der Zauberin Medea, das Vlies zu erobern, und er kehrt mit ihr und dem goldenen Widderfell wohlbehalten zurück. Zuhause angekommen erfährt Jason, dass Pelias seinen Vater Aison mit der Lüge, die Argo wäre untergegangen, in den Tod getrieben hat. Aus Rache bringt Medea die Töchter des Pelias mit der Lüge, sie würden Pelias durch diese Tat verjüngen, dazu, Pelias zu zerschneiden und zu kochen. Akastos bestattete seinen Vater und vertrieb Jason und Medea aus Iolkos. Beide flohen nach Korinth.